# Ðuravci
Ðuravci (cyr. Ђуравци) – wieś w Czarnogórze, w gminie Bar. W 2003 roku liczyła 11 mieszkańców.